# Solanum aridum
Solanum aridum là loài thực vật có hoa trong họ Cà. Loài này được Morong miêu tả khoa học đầu tiên năm 1893.